# Puinaves
Els puinaves són un poble amerindi que habita en llogarets dispersos en la conca del riu Inírida al departament del Guainía i l'orient del departament del Guaviare, a l'orient de Colòmbia i les fronteres amb aquest país de Veneçuela i el Brasil. Ocupen una zona transicional entre la selva amazònica i los Llanos de l'Orinoco.

## Llengua
La majoria d'especialistes consideren que la llengua puinave és una llengua aïllada, encara que altres lingüistes han proposat que estaria relacionat amb les llengües makú.